# 唐納·費根
唐纳·费根（英語：Donald Fagen，1948年1月10日—），是一名美国音乐家、歌手、作曲家和键盘手，最著名的是作为摇滚乐队Steely Dan的共同创始人和主要成员。他以其独特的声音和复杂的歌词创作而闻名。

## 早期生活和教育
唐纳·费根出生于新泽西州的帕萨伊克，并在郊区长大。他自幼对音乐表现出浓厚兴趣，特别是爵士和摇滚音乐。高中时期，他开始参与各种音乐活动，并逐渐学会了演奏钢琴和键盘。费根在巴德学院学习文学和音乐，在那里他遇到了未来的乐队伙伴Walter Becker。

## 音乐事业

#### Steely Dan
费根与Becker于1972年共同成立了Steely Dan，他主要担任键盘手和主唱。乐队以其融合爵士、摇滚、流行和R&B元素的音乐风格而闻名。费根的歌词写作技巧和独特的声音成为了乐队的标志性特征。乐队的多张专辑获得了巨大成功，其中《Aja》和《Gaucho》被认为是他们的代表作。

#### 个人事业
在Steely Dan暂时停止活动的80年代，费根开始了他的个人音乐事业。1982年，他发布了个人专辑《The Nightfly》，该专辑获得了商业成功和乐评界的高度评价。此后，费根继续发行了多张个人专辑，并在音乐风格上进行了一些探索。

### 音乐风格和影响
费根的音乐风格深受爵士乐和摇滚乐的影响。他的键盘演奏和复杂的和声安排在他的作品中占据了核心位置。他以讲故事的方式编写歌词，经常探索社会和个人主题。

### 奖项和认可
费根获得了多项音乐奖项，包括格莱美奖。他和Becker作为Steely Dan的核心成员，对音乐界产生了深远的影响。
作为Steely Dan的成员，他和Becker在2001年入选摇滚名人堂。

## 外部連結
- 2001年入选摇滚名人堂 https://www.rockhall.com/inductees/steely-dan （页面存档备份，存于）